# Ženski Nogometni Klub Hajduk Split
Il Ženski Nogometni Klub Hajduk Split (in italiano Associazione Calcistica Femminile Hajduk Spalato), noto come ŽNK Hajduk Split e in italiano come ŽNK Hajduk Spalato, è la sezione femminile dell'omonima società calcistica croata con sede nella città di Spalato.

## Storia
Fondato il 6 marzo 2003 come ŽNK Marjan da Josip Pirić, il 25 agosto 2021 attraverso un contratto annuale di cooperazione con l'Hajduk Spalato, estendibile per altri due anni, prende la denominazione attuale. La prima stagione sotto la nuova denominazione termina con la vittoria, delle Hajdučice guidate da Tamara Benković, della 2.HNLŽ girone A e con la vittoria dei match di qualificazione valevoli per la promozione in 1.HNLŽ.

## Allenatori e presidenti

### Allenatori
Tutti gli allenatori dal 2021:
- 2021-2024  Tamara Benković
- 2024-2025  Tamara Benković (01 lug.-09 ott.)
 Joško Španjić (9 ott.-29 ott.)
 Damir Matulović (29 ott.-)

## Hrvatski Nogometni Klub Hajduk Split
Hrvatski Nogometni Klub Hajduk Split è la squadra (maschile) di cui lo Ženski Nogometni Klub Hajduk Split è sezione femminile.